# Vreedenhorst
Vreedenhorst is een buitenplaats langs de rivier de Vecht bij het Nederlandse dorp Vreeland.
De buitenplaats bestaat uit diverse rijksmonumenten: het hoofdgebouw, een begin-20e-eeuws koetshuis en een historische tuin- en parkaanleg. Het hoofdgebouw is in de 17e eeuw gebouwd waarbij in de kelder gebruik is gemaakt van oudere, mogelijk middeleeuwse, delen. Gaandeweg de geschiedenis is het hoofdgebouw diverse malen verbouwd. Aan het hoofdgebouw grenst een druivenkas uit omstreeks 1910. De oudste delen van de historische tuin- en parkaanleg dateren waarschijnlijk uit de late middeleeuwen.